# Glycaspis phreata
Glycaspis phreata är en insektsart som beskrevs av Moore 1961. Glycaspis phreata ingår i släktet Glycaspis och familjen rundbladloppor. Inga underarter finns listade i Catalogue of Life.